# Cimetière de Saint-Morel
Le cimetière de Saint-Morel est un ancien cimetière situé à Saint-Morel, en France.

## Description
Ce cimetière est désaffecté et possède un mur de soutènement. Il n'y a plus aucune tombe autour de l'église.

## Localisation
L'ancien cimetière est situé sur la commune de Saint-Morel, dans le département français des Ardennes.

## Historique
L'édifice est classé au titre des monuments historiques en 1930.